# 牧隼利
牧 隼利（まき はやと、1997年12月14日 - ）は、日本の男子プロバスケットボール選手である。ポジションはSG。Bリーグ1部の大阪エヴェッサ所属。埼玉県出身。筑波大学卒業。2025年6月に結婚。お相手はNHKのアナウンサー。

## 来歴
福岡大学附属大濠高校で1・2年次に2年連続でインターハイベスト4とウィンターカップ準優勝。U-16日本代表にも選出される。
筑波大学進学後は1年時にインカレ優勝、4年次には主将を任され、インカレ優勝と共に最優秀選手賞受賞。
2019年12月、琉球ゴールデンキングスと特別指定選手契約を結ぶ。
卒業後、正式契約。
2024年6月25日、大阪エヴェッサへ移籍した。
2025年6月、インスタグラムにて結婚を報告。相手はNHKのアナウンサー。

## 経歴
- 福大大濠高 - 筑波大 - 琉球（2020年～）